# Ікдам
Ікдам («Зусилля») —  щоденна політична газета в Османській імперії та Туреччині. В період її видання в місті Константинополь, яке тепер називається Стамбул, вона стала найпопулярнішою газетою, яка виходила з 5 липня 1894 року по 31 грудня 1928 року. Власником і головним редактором газети був Ахмет Чевдет Оран. Ікдам була першою газетою Туреччини, яку надрукували методом ротаційного друку. Ротаційний друк означає, що зображення отримується завдяки обертанню валів (циліндрів із певним діаметром). Газету декілька разів закривали під час правління Абдул-Гаміда II. У ніч на 24 липня 1908 року, коли було оголошено Конституційну монархію, Ахмет Чевдет, власник газети «Ікдам» домовився з власником газети «Сабах» Міхраном Ефенді II, і, зі словами «Газети безкоштовні, цензура заборонена» не допустили цензорів, які прийшли переглянути тиражі їхніх газет. Ця революційна подія призвела до того, що 24 липня вважається святом — Днем журналістів, який став офіційним.
Газета критично ставилася до Комітету Союзу та Прогресу після Другої конституційної доби. Її тираж збільшився до 40 тисяч.
14 березня 1910 року газета була перейменована в Новий Ікдам.
26 лютого 1912 року публікації вийшли в газеті вже під новою назвою — İktiham.
З 10 серпня 1912 р. Алі Кемаль Бей змінив редакційну назву газети.
5 вересня 1912 року. в період перемир'я газета видавалася під адмініструванням Якупа Кадрі. У ці роки газета публікувала статті, що підтримують Національну боротьбу. Серед відомих авторів, такі як Ахмет Расим, Сінаб Шахабеддін, Халіт Зія Ушаклігіл, Хамдулла Супі Танрійовер, Хюсеййн Кахіт Ялчин і Ахмет Емін Ялман. Більшість з них були в редакційній колегії Ікдама.
У 1923 році керівництво газетою перейшло до Мекді Садреттіна через проблеми зі здоров'ям в Ахмета Чевдета.
З 1 грудня 1928 року газета Ікдам друкувалась латинськими літерами, і була однією із піонерів у спрощенні мови та ефективним прихильником тюркського руху.